# کشنا (ویسکانسین)
کشنا (به انگلیسی: Keshena) یک منطقهٔ مسکونی در ایالات متحده آمریکا است که در شهرستان منومینه، ویسکانسین واقع شده‌است. کشنا ۲۱٫۹ کیلومتر مربع مساحت و ۱٬۲۶۲ نفر جمعیت دارد و ۲۵۱ متر بالاتر از سطح دریا واقع شده‌است.